# Natação nos Jogos Europeus de 2015 - 200 m livre feminino
A competição dos 200 metros livre feminino foi um dos eventos da natação nos Jogos Europeus de 2015, em Baku, no Azerbaijão. Foi disputada no Centro Aquático de Baku nos dias 25 e 26 de junho.

## Calendário
Horário de verão do Azerbaijão (UTC+5).
| Data        | Horário | Fase         |
| ----------- | ------- | ------------ |
| 25 de junho | 09:50   | Eliminatória |
| 25 de junho | 17:50   | Semifinal    |
| 26 de junho | 18:35   | Final        |

## Medalhistas
| Ouro   | RUS Arina Openysheva   |
| Prata  | NED Marrit Steenbergen |
| Bronze | GER Leonie Kullmann    |

## Recordes
Antes desta competição, os recordes mundiais e dos jogos europeus dessa prova eram os seguintes:
| Tipo                       | Atleta                  | Tempo   | Local | Data                |
| -------------------------- | ----------------------- | ------- | ----- | ------------------- |
|                            | ITA Federica Pellegrini | 1m52s98 | Roma  | 29 de julho de 2009 |
| Recorde dos Jogos Europeus | Não estabelecido        | –       |       |                     |

Os seguintes recordes mundiais ou dos jogos europeus foram estabelecidos durante esta competição:
| Data        | Evento | Nome             | Nacionalidade | Tempo   | Notas                      |
| ----------- | ------ | ---------------- | ------------- | ------- | -------------------------- |
| 26 de junho | Final  | Arina Openysheva | Rússia        | 1:58.22 | Recorde dos Jogos Europeus |

## Resultados

### Eliminatórias
A eliminatória foi realizada no dia 25 de junho. 
| Pos. | Bateria | Raia | Nadadora                    | Nacionalidade            | Tempo   | Notas |
| ---- | ------- | ---- | --------------------------- | ------------------------ | ------- | ----- |
| 1    | 6       | 4    | Arina Openysheva            | RUS Rússia               | 2:02.06 | Q,    |
| 2    | 6       | 5    | Holly Hibbott               | GBR Grã-Bretanha         | 2:02.24 | Q     |
| 3    | 5       | 4    | Marrit Steenbergen          | NED Países Baixos        | 2:02.47 | Q     |
| 4    | 4       | 3    | Hannah Featherstone         | GBR Grã-Bretanha         | 2:02.68 | Q     |
| 5    | 5       | 3    | Darcy Deakin                | GBR Grã-Bretanha         | 2:03.44 |       |
| 6    | 5       | 2    | Laura van Engelen           | NED Países Baixos        | 2:03.47 | Q     |
| 7    | 6       | 6    | Katrin Gottwald             | GER Alemanha             | 2:03.61 | Q     |
| 8    | 5       | 5    | Anastasia Kirpichnikova     | RUS Rússia               | 2:03.69 | Q     |
| 9    | 4       | 5    | Marta Cano                  | ESP Espanha              | 2:03.85 | Q     |
| 10   | 4       | 7    | Marte Løvberg               | NOR Noruega              | 2:04.14 | Q     |
| 11   | 4       | 4    | Leonie Kullmann             | GER Alemanha             | 2:04.27 | Q     |
| 12   | 6       | 7    | Marieke Tienstra            | NED Países Baixos        | 2:04.55 |       |
| 13   | 5       | 6    | Barbora Seemanová           | CZE Chéquia              | 2:04.67 | Q     |
| 14   | 6       | 7    | Frederique Janssen          | NED Países Baixos        | 2:04.73 |       |
| 15   | 6       | 2    | Olesia Cherniatina          | RUS Rússia               | 2:04.74 |       |
| 16   | 6       | 0    | Lia Neubert                 | GER Alemanha             | 2:04.90 |       |
| 17   | 5       | 1    | Irina Krivonogova           | RUS Rússia               | 2:05.05 |       |
| 18   | 6       | 3    | Madeleine Crompton          | GBR Grã-Bretanha         | 2:05.08 |       |
| 19   | 4       | 6    | Rachel Bethel               | IRL Irlanda              | 2:05.37 | Q     |
| 20   | 1       | 3    | Elisa Scarpa Vidal          | ITA Itália               | 2:05.42 | Q     |
| 20   | 5       | 0    | Signe Bro                   | DEN Dinamarca            | 2:05.42 | Q     |
| 22   | 2       | 5    | Matea Sumajstorčić          | CRO Croácia              | 2:05.61 | Q     |
| 23   | 4       | 1    | Carmen San Nicolás          | ESP Espanha              | 2:05.68 | Q     |
| 24   | 3       | 5    | Giovanna La Cava            | ITA Itália               | 2:05.73 |       |
| 25   | 5       | 8    | Josephine Holm              | DEN Dinamarca            | 2:05.95 |       |
| 26   | 3       | 6    | Zoe Preisig                 | SUI Suíça                | 2:06.22 |       |
| 27   | 6       | 8    | Paula Ruiz                  | ESP Espanha              | 2:06.23 |       |
| 28   | 5       | 9    | Anna Pirovano               | ITA Itália               | 2:06.26 |       |
| 29   | 4       | 9    | Lena Opatril                | AUT Áustria              | 2:06.48 |       |
| 30   | 3       | 4    | Esther Huete                | ESP Espanha              | 2:06.72 |       |
| 31   | 3       | 9    | Sveva Schiazzano            | ITA Itália               | 2:07.61 |       |
| 32   | 3       | 0    | Emily Gantriis              | DEN Dinamarca            | 2:07.73 |       |
| 33   | 6       | 1    | Julia Mrozinski             | GER Alemanha             | 2:07.86 |       |
| 34   | 2       | 3    | Elena Giovannini            | SMR San Marino           | 2:07.88 |       |
| 35   | 2       | 2    | Greta Gataveckaitė          | LTU Lituânia             | 2:08.20 |       |
| 36   | 4       | 2    | Aino Otava                  | FIN Finlândia            | 2:08.31 |       |
| 37   | 6       | 9    | Lucia Šimovičová            | SVK Eslováquia           | 2:08.38 |       |
| 38   | 4       | 8    | Zeynep Odabaşı              | TUR Turquia              | 2:08.55 |       |
| 39   | 3       | 2    | Kertu Ly Alnek              | EST Estônia              | 2:08.59 |       |
| 40   | 3       | 3    | Magdalena Roman             | POL Polônia              | 2:08.60 |       |
| 41   | 3       | 7    | Sunneva Dögg Friðriksdóttir | ISL Islândia             | 2:08.69 |       |
| 42   | 3       | 8    | Maria Cabral                | POR Portugal             | 2:08.91 |       |
| 43   | 3       | 1    | Ana Rita Faria              | POR Portugal             | 2:09.03 |       |
| 44   | 2       | 4    | Dóra Sztankovics            | HUN Hungria              | 2:09.19 |       |
| 45   | 2       | 0    | Anna-Marie Benešová         | CZE Chéquia              | 2:09.68 |       |
| 46   | 2       | 6    | Hanna Eriksson              | SWE Suécia               | 2:09.74 |       |
| 47   | 2       | 9    | Julia Bruneau               | FIN Finlândia            | 2:09.77 |       |
| 48   | 2       | 7    | Julia Klonowska             | POL Polônia              | 2:10.51 |       |
| 49   | 2       | 8    | Danielle Hill               | IRL Irlanda              | 2:10.74 |       |
| 50   | 4       | 0    | Valeriia Timchenko          | UKR Ucrânia              | 2:11.03 |       |
| 51   | 1       | 5    | Lamija Medošević            | BIH Bósnia e Herzegovina | 2:12.41 |       |
| 52   | 2       | 1    | Safiya Akhapkina            | BLR Bielorrússia         | 2:16.83 |       |
| 53   | 1       | 4    | Diana Basho                 | ALB Albânia              | 2:21.66 |       |

### Semifinal
A semifinal foi realizada no dia 23 de junho.

#### Semifinal 1
| Pos. | Raia | Nadadora            | Nacionalidade    | Tempo   | Notas |
| ---- | ---- | ------------------- | ---------------- | ------- | ----- |
| 1    | 6    | Marta Cano          | ESP Espanha      | 2:01.99 | Q     |
| 2    | 4    | Holly Hibbott       | GBR Grã-Bretanha | 2:02.02 | Q     |
| 3    | 3    | Katrin Gottwald     | GER Alemanha     | 2:02.18 | q     |
| 4    | 2    | Leonie Kullmann     | GER Alemanha     | 2:02.36 | q     |
| 5    | 5    | Hannah Featherstone | GBR Grã-Bretanha | 2:03.54 |       |
| 6    | 1    | Signe Bro           | DEN Dinamarca    | 2:04.00 |       |
| 7    | 8    | Carmen San Nicolás  | ESP Espanha      | 2:04.88 |       |
| 8    | 7    | Rachel Bethel       | IRL Irlanda      | 2:04.89 |       |

#### Semifinal 2
| Pos. | Raia | Nadadora                | Nacionalidade     | Tempo   | Notas |
| ---- | ---- | ----------------------- | ----------------- | ------- | ----- |
| 1    | 4    | Arina Openysheva        | RUS Rússia        | 1:59.42 | Q,    |
| 2    | 5    | Marrit Steenbergen      | NED Países Baixos | 2:01.60 | Q     |
| 3    | 6    | Anastasia Kirpichnikova | RUS Rússia        | 2:02.10 | q     |
| 4    | 7    | Barbora Seemanová       | CZE Chéquia       | 2:02.16 | q     |
| 5    | 3    | Laura van Engelen       | NED Países Baixos | 2:02.39 |       |
| 6    | 2    | Marte Løvberg           | NOR Noruega       | 2:02.85 |       |
| 7    | 8    | Matea Sumajstorčić      | CRO Croácia       | 2:04.94 |       |
| 8    | 1    | Elisa Scarpa Vidal      | ITA Itália        | 2:05.48 |       |

### Final
A final foi realizada no dia 26 de junho.
| Pos.              | Raia | Nadadora                | Nacionalidade     | Tempo   | Notas                      |
| ----------------- | ---- | ----------------------- | ----------------- | ------- | -------------------------- |
| Medalha de ouro   | 4    | Arina Openysheva        | RUS Rússia        | 1:58.22 | Recorde dos Jogos Europeus |
| Medalha de prata  | 5    | Marrit Steenbergen      | NED Países Baixos | 1:58.99 |                            |
| Medalha de bronze | 8    | Leonie Kullmann         | GER Alemanha      | 1:59.77 |                            |
| 4                 | 1    | Katrin Gottwald         | GER Alemanha      | 2:00.64 |                            |
| 5                 | 2    | Anastasia Kirpichnikova | RUS Rússia        | 2:01.98 |                            |
| 6                 | 3    | Marta Cano              | ESP Espanha       | 2:02.15 |                            |
| 7                 | 6    | Holly Hibbott           | GBR Grã-Bretanha  | 2:02.24 |                            |
| 8                 | 7    | Barbora Seemanová       | CZE Chéquia       | 2:03.07 |                            |

Legenda
| Recorde mundial            | Recorde mundial (World record)                     |                       | Recorde africano                      | Recorde africano (African) |                                           | Q | Classificado por posição (Qualified) |
| Recorde dos Jogos Europeus | Recorde dos Jogos Europeus (European Games record) | Recorde da América    | Recorde da América (Americas)         | q                          | Classificado por melhor tempo (Qualified) |   |                                      |
| Melhor marca do ano        | Melhor marca do ano (World leading)                | Recorde asiático      | Recorde asiático (Asian)              | DNS                        | Não largou (Did not start)                |   |                                      |
| Recorde nacional           | Recorde nacional (National record)                 | Recorde europeu       | Recorde europeu (European)            | DNF                        | Não terminou (Did not finish)             |   |                                      |
| Recorde pessoal            | Recorde pessoal do atleta (Personal best)          | Recorde da Oceania    | Recorde da Oceania (Oceania)          | DSQ / DQ                   | Desclassificado (Disqualified)            |   |                                      |
| Recorde da temporada       | Recorde da temporada do atleta (Season best)       | Recorde sul-americano | Recorde sul-americano (South America) | NM                         | Sem marca (No mark)                       |   |                                      |